# إدي فيليبس
إدي فيليبس (بالإنجليزية: Eddie Phillips) هو ممثل أمريكي، ولد في 14 أغسطس 1899 بفيلادلفيا في الولايات المتحدة، وتوفي في 22 فبراير 1965 بهوليوود في الولايات المتحدة بسبب حادث مرور.

## وصلات خارجية
- إدي فيليبس على موقع IMDb (الإنجليزية)
- إدي فيليبس على موقع ألو سيني (الفرنسية)
- إدي فيليبس على موقع أول موفي (الإنجليزية)
- إدي فيليبس على موقع قاعدة بيانات الأفلام السويدية (السويدية)
- إدي فيليبس على موقع قاعدة بيانات الفيلم (الإنجليزية)
- إدي فيليبس على موقع كينوبويسك (الروسية)